# Braunschweig-Bevern

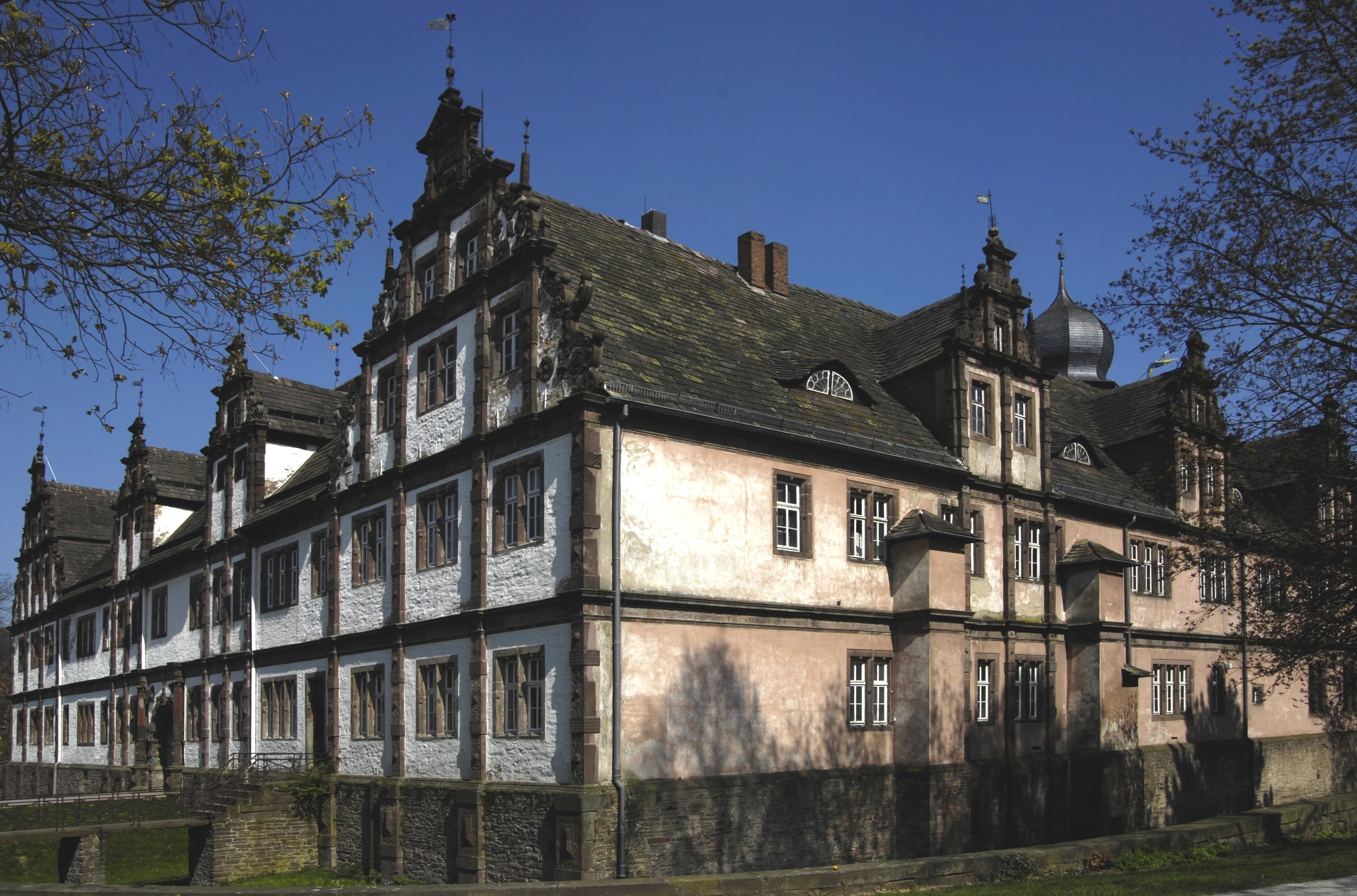
Lâu đài Bevern

Brunswick-Bevern là một chi nhánh thứ cấp của Nhà Brunswick, bản thân nó là một nhánh của Nhà Welf.
Thành viên đầu tiên của nó là Công tử Ferdinand Albrecht, con trai thứ tư của Công tước August II xứ Brunswick, Thân vương cai trị xứ Brunswick-Wolfenbüttel. Sau cái chết của cha mình vào năm 1666 và một cuộc tranh chấp kéo dài với các anh trai của mình, Ferdinand Albrecht đã nhận được Cung điện Bevern gần Holzminden như một phần tài sản thừa kế của mình. Đổi lại, ông phải từ bỏ mọi quyền thừa kế Thân vương quốc Brunswick-Wolfenbüttel.
Tuy nhiên, dòng Bevern lên nắm quyền Thân vương quốc Brunswick-Wolfenbüttel khi dòng chính Brunswick bị tuyệt tự sau cái chết của Công tước Ludwig Rudolph vào năm 1735. Ferdinand Albrecht II, con trai thứ tư của Ferdinand Albrecht I, người đã kế vị cha của ông ở Bevern năm 1687. Vào thời điểm đó, ông đã chuyển giao quyền quản lý Brunswick-Bevern cho em trai mình là Ernst Ferdinand (1682–1746), do đó trở thành người đứng đầu dòng Brunswick-Bevern trẻ. Các con trai của ông là August Wilhelm và Friedrich Karl Ferdinand nắm giữ quyền thừa kế cho đến năm 1809. Dòng dõi chính Brunswick-Wolfenbüttel bị tuyệt tự sau cái chết của Công tước Wilhelm vào năm 1884.

## Các công tước xứ Brunswick-Bevern
- 1666-1687: Ferdinand Albrecht I
  - 1687-1735: Ferdinand Albrecht II
  - 1735–1746: Ernst Ferdinand
    - 1746–1781: August Wilhelm
    - 1781–1809: Friedrich Karl Ferdinand